# Hartvig H. Rambusch
 Der er flere personer med dette navn, se Hartvig Rambusch.
Hartvig Heinrich Rambusch (18. juli 1894 i Sjørup ved Viborg – 3. oktober 1970) var en dansk landsretssagfører og modstandsmand, far til overarkivar Sigurd Rambusch.
Han var søn af distriktslæge Sigurd Rambusch og hustru Johanne, født Faartoft. Hartvig Rambusch blev uddannet cand.jur. i 1918 og tog herefter til Esbjerg, var først ansat som politifuldmægtig, fra 1921 dommerfuldmægtig, og fra 1933 til sin død drev han et sagførerfirma. Under besættelsen blev han i 1942 en del af modstandsorganisationen Frit Danmarks Esbjerg-gruppe, men blev arresteret af Gestapo i marts 1944. Rambusch gennemlevede så 14 måneders fangenskab, først i danske fængsler og lejre og sidst i KZ-lejren Neuengamme. Han overlevede opholdet og vendte hjem med De Hvide Busser.
Hartvig Rambusch varetog forskellige tillidsposter ved siden af sit hverv bl.a. som medlem af Esbjerg Byråd for Det Radikale Venstre fra maj 1943 til 45 (afbrudt af sin fængsling), bestyrelsesmedlem for Foreningen af besættelsestidens politiske fanger, formand for 4. Maj Kollegiet i Esbjerg, bestyrelsesmedlem af Frihedsfondens lokalkomité og lokalrepræsentant for Kammeraternes Hjælpefond. Han skrev manuskriptet Esbjerg-Neuengamme og retur om sine og andre esbjergenseres ophold i Neuengamme, og det blev i 1990 udgivet af sønnen Sigurd Rambusch (ISBN 87-89085-20-5).